# Къмбрия
Къмбрия (на английски: Cumbria) е историческо, административно неметрополно и церемониално графство в регион Северозападна Англия. В състава му влизат 6 общини с обща площ от 6768 квадратни километра. Населението на областта към 2008 година е 496 600 жители. Административен център е град Карлайл.

## География
Графството е разположена в крайната северозападна част на Англия до границата с Шотландия на север. На запад е крайбрежието към Ирландско море. На около 50 километра западно от брега на графството се намира Остров Ман. В източна посока се намират Дърам и Нортъмбърланд. На юг е разположено графство Ланкашър, а в югоизточна посока се намира Северен Йоркшър.
Къмбрия е третото по големина на територията си графство в страната. Бидейки встрани от големите агломерации и пристанища, графството се характеризира с предимно провинциална атмосфера. Районът е източник на вдъхновение за поколения художници, писатели и музиканти.
Релефът е предимно планински. Това е най-високата територия в Англия. Всички върхове в страната с височина над 900 метра се намират в Къмбрия. Със своите 978 метра над морското равнище, „Scafell Pike“ е най-високия връх в Англия. Тук е разположено и най-голямото естествено езеро в Англия – Уиндърмиър, част от т.нар. Езерен район (на английски: Lake District), който от почти 150 години е сред най-популярните дестинации за почивните дни и ваканциите.
В най-северните части на графството в община Карлайл могат да се видят остатъци от известната отбранителна крепостна стена на римския император Адриан, построена през ІІ век и наречена Адрианов вал.

### Административно деление
| Област / графство | Община          | Община | Главен град     | Други селища                                                                               |
| ----------------- | --------------- | ------ | --------------- | ------------------------------------------------------------------------------------------ |
| Къмбрия           | Бароу на Фърнис |        | Бароу на Фърнис | Askam and Ireleth, Dalton-in-Furness                                                       |
| Къмбрия           | Южен Лейкланд   |        | Кендал          | Еймбълсайд, Боунис-он-Уиндърмър, Киркбай Лонсдейл, Милнторп, Сидберг, Ълвърстън, Уиндърмър |
| Къмбрия           | Коупланд        |        | Уайтхейвън      | Клейтър Муур, Егремонт, Милъм                                                              |
| Къмбрия           | Алърдейл        |        | Уъркингтън      | Аспейтриа, Кокъмаут, Харингтън, Кезик, Мерипорт, Силът, Уигтън                             |
| Къмбрия           | Идън            |        | Пенрит          | Алстън, Ейпълбай-ин-Уестморланд, Къркбай Стивън                                            |
| Къмбрия           | Карлайл         |        | Карлайл         | Брамптън, Далстън, Лонгтаун                                                                |

## Демография
Областта е сред териториите с най-ниска гъстота на населението в Англия. Само пет града имат повече от 20 000 жители. Най-големият град в графството е Карлайл с около 72 000 жители. Къмбрия е също и сред областите с най-малко етническо разнообразие, като 96% от населението се определят като местни бели британци.
Разпределение на населението по общини:
| Община          | Площ km2 | Население | Гъстота (жители/km2) |
| --------------- | -------- | --------- | -------------------- |
| Бароу-ин-Фърнис | 77.96    | 71 800    | 921                  |
| Южен Лейкланд   | 1534     | 104 400   | 68.1                 |
| Коупланд        | 731.7    | 70 300    | 96.1                 |
| Алърдейл        | 1242     | 94 500    | 76.1                 |
| Идън            | 2142     | 51 900    | 24.2                 |
| Карлайл Сити    | 1040     | 103 700   | 99.71                |

| Населението на Къмбрия за период от 200 години | Населението на Къмбрия за период от 200 години | Населението на Къмбрия за период от 200 години | Населението на Къмбрия за период от 200 години | Населението на Къмбрия за период от 200 години | Населението на Къмбрия за период от 200 години | Населението на Къмбрия за период от 200 години | Населението на Къмбрия за период от 200 години |
| Година                                         | Население                                      |                                                | Година                                         | Население                                      |                                                | Година                                         | Население                                      |
| ---------------------------------------------- | ---------------------------------------------- | ---------------------------------------------- | ---------------------------------------------- | ---------------------------------------------- | ---------------------------------------------- | ---------------------------------------------- | ---------------------------------------------- |
| 1801                                           | 173 017                                        |                                                | 1871                                           | 365 556                                        |                                                | 1941                                           | 456 833                                        |
| 1811                                           | 193 139                                        | 1881                                           | 410 856                                        | 1951                                           | 471 897                                        |                                                |                                                |
| 1821                                           | 225 555                                        | 1891                                           | 434 867                                        | 1961                                           | 473 706                                        |                                                |                                                |
| 1831                                           | 242 320                                        | 1901                                           | 437 364                                        | 1971                                           | 475 669                                        |                                                |                                                |
| 1841                                           | 255 603                                        | 1911                                           | 440 485                                        | 1981                                           | 471 693                                        |                                                |                                                |
| 1851                                           | 274 957                                        | 1921                                           | 441 483                                        | 1991                                           | 489 191                                        |                                                |                                                |
| 1861                                           | 320 257                                        | 1931                                           | 442 693                                        | 2001                                           | 487 607                                        |                                                |                                                |
| Източник: Great Britain Historical GIS.        |                                                |                                                |                                                |                                                |                                                |                                                |                                                |

## Транспорт
Територията на графство Къмбрия се пресича от един от най-важните транспортни коридори във Великобритания – Магистрала М6, която е част от направлението север-юг (Глазгоу – Ливърпул/Манчестър - Бирмингам – Лондон). Магистралата преминава в непосредствена близост до административните центрове Карлайл и Пенрит.
В областта са разположени две граждански летища – „Carlisle Airport“ до Карлайл и „Barrow/Walney Island Airport“ до Бароу-ин-Фърнис.